# Conflito mapuche
O conflito mapuche, também conhecido como conflito entre o Estado chileno e o povo mapuche, é um conflito originado a partir das demandas de comunidades e organizações mapuches em relação ao Estado do Chile, também presente em algumas áreas do sudoeste da República Argentina. Suas principais demandas podem ser agrupadas em quatro categorias: autonomia jurisdicional (direito próprio), recuperação de terras ancestrais, liberdade econômica e produtiva, e o reconhecimento de uma identidade cultural. Nesse sentido, pode ser classificado como um conflito de autodeterminação indígena.
A questão mapuche tem ganhado notoriedade nos últimos anos, em parte devido à escalada do conflito e ao aumento do uso da violência, e gerado debates que ocorrem em diversos campos, desde discussões jurídicas até polêmicas sobre o uso do epíteto "terrorista". A Corte Interamericana de Direitos Humanos condenou o Estado do Chile em várias ocasiões pelo uso inadequado da lei antiterrorista.